# Schielo
Schielo – była gmina w powiecie Harz w Saksonii-Anhalt w Niemczech. Od 1 sierpnia 2009 jest częścią miasta Harzgerode. Obecnie w regionie dominuje rolnictwo, wiele małych firm i działalność związana z turystyką. Znajduje się tam również dom opieki specjalizujący się w opiece nad osobami z demencją.

## Lokalizacja
Schielo leży na wschód od Harzgerode, na północ od Königerode i drogi federalnej B242 oraz na zachód od Molmerswende.

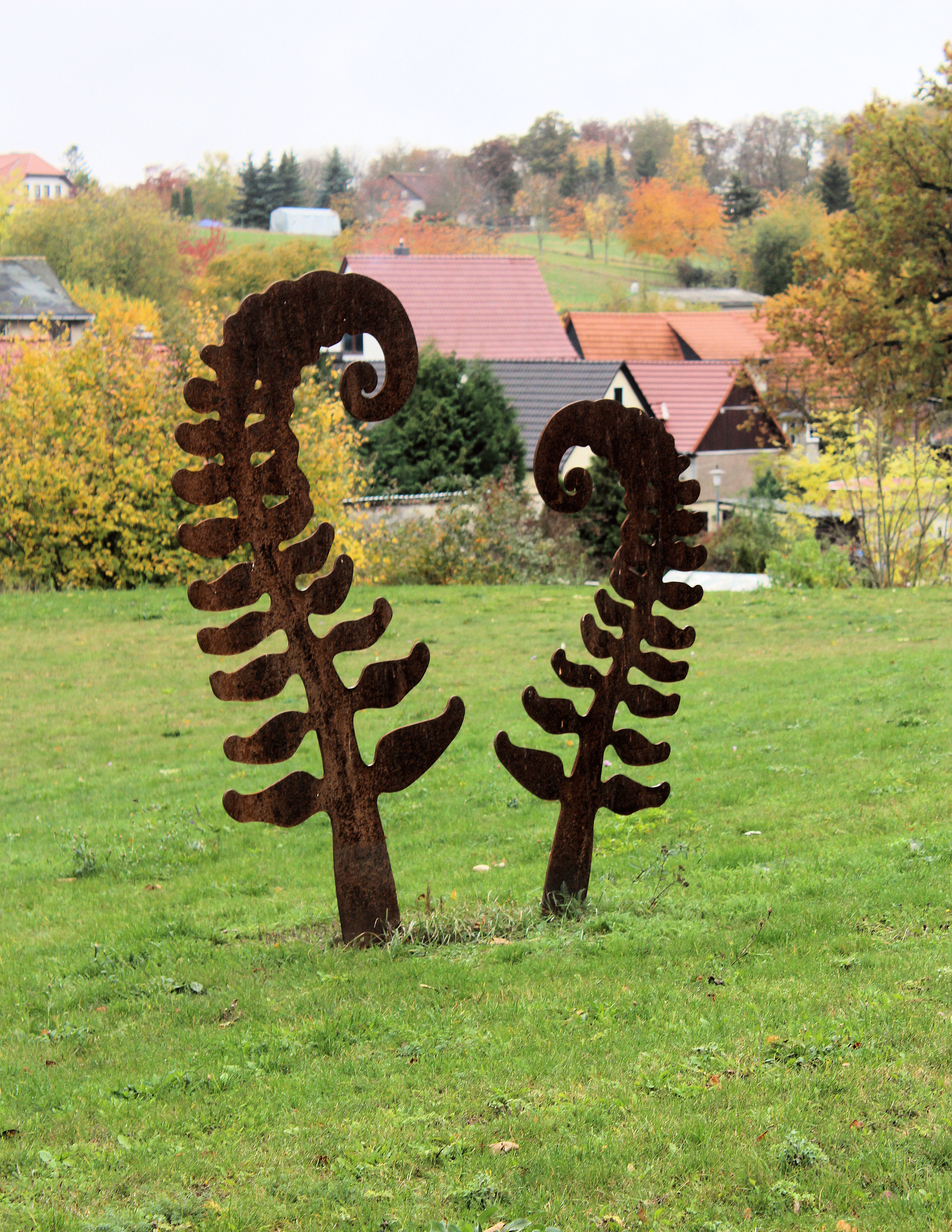
Rzeźba ku pamięci fotografa Karla Blossfeldta

## Ludzie urodzeni w Schielo
- Karl Blossfeldt (ur. 13 czerwca 1865, zm. 9 grudnia 1932), niemiecki fotograf, rzeźbiarz i artysta